# Georges Chaudron
Pour les articles homonymes, voir Chaudron.
Georges Léon Chaudron (né le 29 avril 1891 à Fontenay-sous-Bois et mort le 14 mars 1976 à dans le 13e arrondissement de Paris est un chimiste français.

## Biographie
Successeur de Paul Pascal à la chaire de chimie appliquée à Lille, il y dirige l'École de chimie de Lille de 1928 à 1938. Il a obtenu la médaille d'or du CNRS en 1969. Il est élu membre de la Section de chimie de l'Académie des sciences en 1954.
La Société française de métallurgie et des matériaux attribue tous les deux ans depuis 1977, la médaille Chaudron à un chercheur étudiant l'élaboration de nouveaux matériaux et de leurs propriétés.

## Décorations
- Commandeur de l'ordre des Palmes académiques (1957)[3]
- Commandeur de la Légion d'honneur (décret du 28 décembre 1961)